# Liste der denkmalgeschützten Objekte in Sazená
Grundlage dieser Liste der denkmalgeschützten Objekte in Sazená ist die ÚSKP-Liste (Ústřední seznam kulturních památek České republiky, deutsch Zentrale Liste der Kulturdenkmäler der Tschechischen Republik), die von der tschechischen Denkmalschutzbehörde NPÚ (Národní památkový ústav, deutsch Nationale Denkmalbehörde) seit 1987 geführt wird und an die seit dem Jahr 1850 geschaffenen Listen anschließt.

## Denkmalgeschützte Objekte nach Ortsteilen
| Lage                         | Objekt                    | Beschreibung | ÚSKP-Nr.                  | Bild                      |
| ---------------------------- | ------------------------- | --- | ------------------------- | ------------------------- |
| Sazená, Sazená 1 (Standort)  | Sazená Schloss            | Das Schlossgebäude auf dem L-förmigen Grundriss, dessen Flügel ungleich hoch sind, hat eine schlichte glatte Fassade, die mit einem Satteldach gedeckt ist. Das Gebäude wurde im Stil der Renaissance erbaut und nur geringfügig barockisiert; wertvolle architektonische Elemente sind erhalten geblieben.          | 105352 Info Katalog       | weitere Bilder            |
| Sazená (Standort)            | Glockentürmchen           | Der hölzerne gegabelte Glockenturm wurde im 19. Jahrhundert erbaut. | 39606/2-4065 Info Katalog | Glockentürmchen           |
| Sazená, Sazená 38 (Standort) | Wassermühle               | Der Komplex der Mühle mit Wirtschaftsgebäuden wird durch eine Mauer mit einem Tor begrenzt. Kern ist das Mühlengebäude im Erdgeschoss mit einer spätbarocken Fassade und einem hohen Mansardendach. Der Kern des Renaissancehauses wurde in der zweiten Hälfte des 17. Jahrhunderts. wieder aufgebaut; datiert 1762. | 16413/2-561 Info Katalog  | Wassermühle               |
| Sazená (Standort)            | Straßenbrücke mit Statuen | Vierbogige barocke Steinbrücke mit Statuen des Hl. Johannes von Nepomuk und der Kreuzigung aus dem 18. Jahrhundert und nach 1840 erweitert. | 15578/2-562 Info Katalog  | Straßenbrücke mit Statuen |